# Thomas Davenport

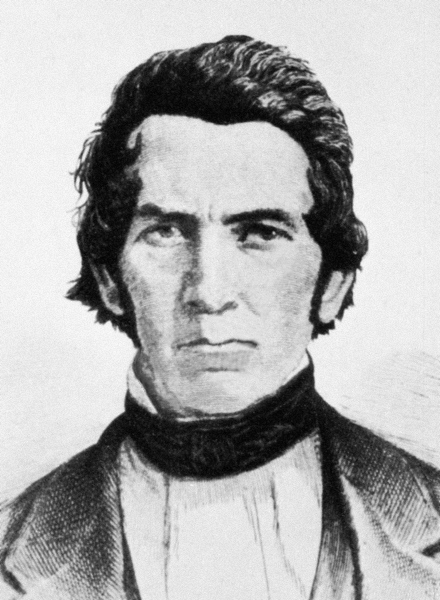
Thomas Davenport

Thomas Davenport (9 de julho de 1802 — 6 de julho de 1851) foi um ferreiro de Vermont que morou em Forestdale Vermont.
Com a sua esposa (Emily Davenport), e com o seu colega (Orange Smalley), ele inventou o motor elétrico e a locomotiva elétrica por volta de 1834 em Brandon, Vermont. Thomas Davenport recebeu a sua primeira patente de uma máquina elétrica em 1837, U. S. Patent No. 132. Foi definitivamente um visionário em sua época.